# Rapture (Blondie)
Rapture è un singolo del gruppo musicale statunitense Blondie, pubblicato il 12 gennaio 1981 come secondo estratto dal quinto album in studio Autoamerican.

## Descrizione
Il brano è stato scritto da Deborah Harry e Chris Stein. Come genere è riconducibile ad una commistione di old school hip hop e new wave, all'epoca inedita.

## Tracce
7" (USA)
1. Rapture (Album version) – 6:33
2. Walk Like Me – 3:45

7" (UK)
1. Rapture (US 12" Mix) – 7:13
2. Walk Like Me – 3:45

## Classifiche
| Classifica (1981) | Posizione raggiunta |
| ----------------- | ------------------- |
| Italia            | 4                   |
| Regno Unito       | 5                   |
| Stati Uniti       | 1                   |